# Bosquier-Gavaudan
Pour les articles homonymes, voir Bosquier et Gavaudan.
Jean-Sébastien-Fulchran Bousquier, dit Bosquier-Gavaudan (Nîmes, 20 juin 1776 - Paris, 5 août 1843), est un auteur dramatique, acteur et chanteur français.

## Biographie
Membre de la famille Gavaudan par sa mère, Jeanne-Marie-Émilie, fils d'un fabricant de bas de soie de Nîmes, il devient mousse puis, à dix-neuf ans, comme tous ses parents du côté maternel, entre au théâtre. Il commence ainsi sa carrière d'acteur au Théâtre Molière en 1798 dans Le Diable couleur de rose de Guillaume Lévrier-Champrion puis la poursuit exclusivement au Théâtre des Variétés où il joue jusqu'en 1835 à l'exception du rôle principal en 1806 dans Chapelle et Bachaumont de Georges Duval au Théâtre du Palais-Royal.
Ses pièces ont été représentées sur le-dit théâtre mais aussi au Théâtre de la Porte Saint-Martin.

## Œuvres
- Cadet-Roussel chez Achmet, comédie-folie en 1 acte, avec une cérémonie turque, 1804
- Le Diable en vacances, ou la Suite du diable couleur de rose, opéra féerie en 1 acte, avec Martial Aubertin et Marc-Antoine-Madeleine Désaugiers, musique de Pierre Gaveaux[5], 1805
- Montbars l'exterminateur ou les Derniers Flibustiers, mélodrame en 3 actes, en prose, à grand spectacle, avec Aubertin, musique de Alexandre Piccinni, 1807
- Claudinet, ou le Dernier venu en graine, comédie en 1 acte et en prose, 1808
- Les Bretteurs, comédie en 1 acte, mêlée de couplets, avec Théophile Marion Dumersan, 1809

## Pour approfondir